# Gianvincenzo Carafa
Gianvincenzo Carafa (Nápoles, 1477 - Nápoles, 28 de agosto de 1541) foi um cardeal do século XVII.

## Biografia
Nasceu no ramo della Stadera da família. Terceiro dos cinco filhos de Fabrizio Carafa, signore de Torre del Greco, e Aurelia Tolomei. Os outros irmãos eram Antonio Francesco, Giacomo, Feliciana e Francesco. Seu primeiro nome também está listado como Vincenzo; como Giovanni Vincenzo; e como Gian Vincenzo; e seu sobrenome como Caraffa. Patrício Napolitano. Meio sobrinho do Cardeal Oliviero Carafa (1467). Outros cardeais da família foram Filippo Carafa (1378); Gian Pietro Carafa (1536), futuro Papa Paulo IV; Oliviero Carafa (1467); Carlo Carafa (1555); Diomedes Carafa (1555); Afonso Carafa (1557); Antonio Carafa (1568); Décio Carafa (1611); Pier Luigi Carafa, sênior (1645); Carlo Carafa della Spina (1664) Francesco Carafa della Spina di Traetto (1773); Marino Carafa do Belvedere (1801); e Domenico Carafa della Spina di Traetto (1844).
Diácono cônego do capítulo da catedral da Sé Metropolitana de Nápoles. Abade comendatário de S. Giovanni in Lamis.
Eleito bispo de Rimini em 13 de setembro de 1497; constituído administrador até atingir a idade canônica de 27 anos. Promovido à sé metropolitana de Nápoles, com dispensa de ainda não ter atingido a idade canônica, em 1º de abril de 1504; renunciou ao governo da Sé em favor de seu sobrinho Francesco Carafa, em 24 de junho de 1530. Participou do V Concílio de Latrão, que ocorreu de 1512-1517. O Papa Júlio II queria promovê-lo ao cardinalato, mas o rei Fernando I de Espanha opôs-se porque considerava a promoção de quaisquer napolitanos ilustres prejudicial ao seu interesse naquele reino, que ocupava. Nomeado assistente no trono pontifício pelo Papa Leão X. Eleito governador de Roma pelo Sagrado Colégio dos Cardeais, em 2 de dezembro de 1521; ocupou o cargo até janeiro de 1522, quando foi eleito o novo Papa Adriano VI.
Criado cardeal-presbítero no consistório de 21 de novembro de 1527; recebeu o barrete vermelho e o título de S. Pudenziana, em 27 de abril de 1528. Administrador da Sé de Anglona, em 31 de agosto de 1528; renunciou ao cargo em favor de seu sobrinho Oliverio Carafa, 6 de setembro de 1536. Camerlengo do Sagrado Colégio dos Cardeais, 8 de janeiro de 1533 a 9 de janeiro de 1534. Participou do conclave de 1534, que elegeu o Papa Paulo III. Administrador da Sé de Anagni, 16 de dezembro de 1534; ocupou o cargo até 26 de janeiro de 1541. Administrador da Sé de Acerra, 26 de julho de 1535; ocupou o cargo até 21 de abril de 1539. Optou pelo título de S. Prisca, em 23 de julho de 1537. Optou pelo título de S. Maria in Trastevere, em 28 de novembro de 1537. Promovido a ordem dos cardeais-bispos e a sé suburbicária de Palestrina, 4 de agosto de 1539. Legado a latere em Roma quando o Papa Paulo III foi a Vicenza.
Cardeal Gianvincenzo Carafa morreu em Nápoles em 28 de agosto de 1541. Enterrado na catedral metropolitana de Nápoles.